# Seborgia hershleri
Seborgia hershleri är en kräftdjursart som först beskrevs av John R. Holsinger 1992.  Seborgia hershleri ingår i släktet Seborgia och familjen Sebidae. Inga underarter finns listade i Catalogue of Life.